# Stanislauskirche (Pyskowice)

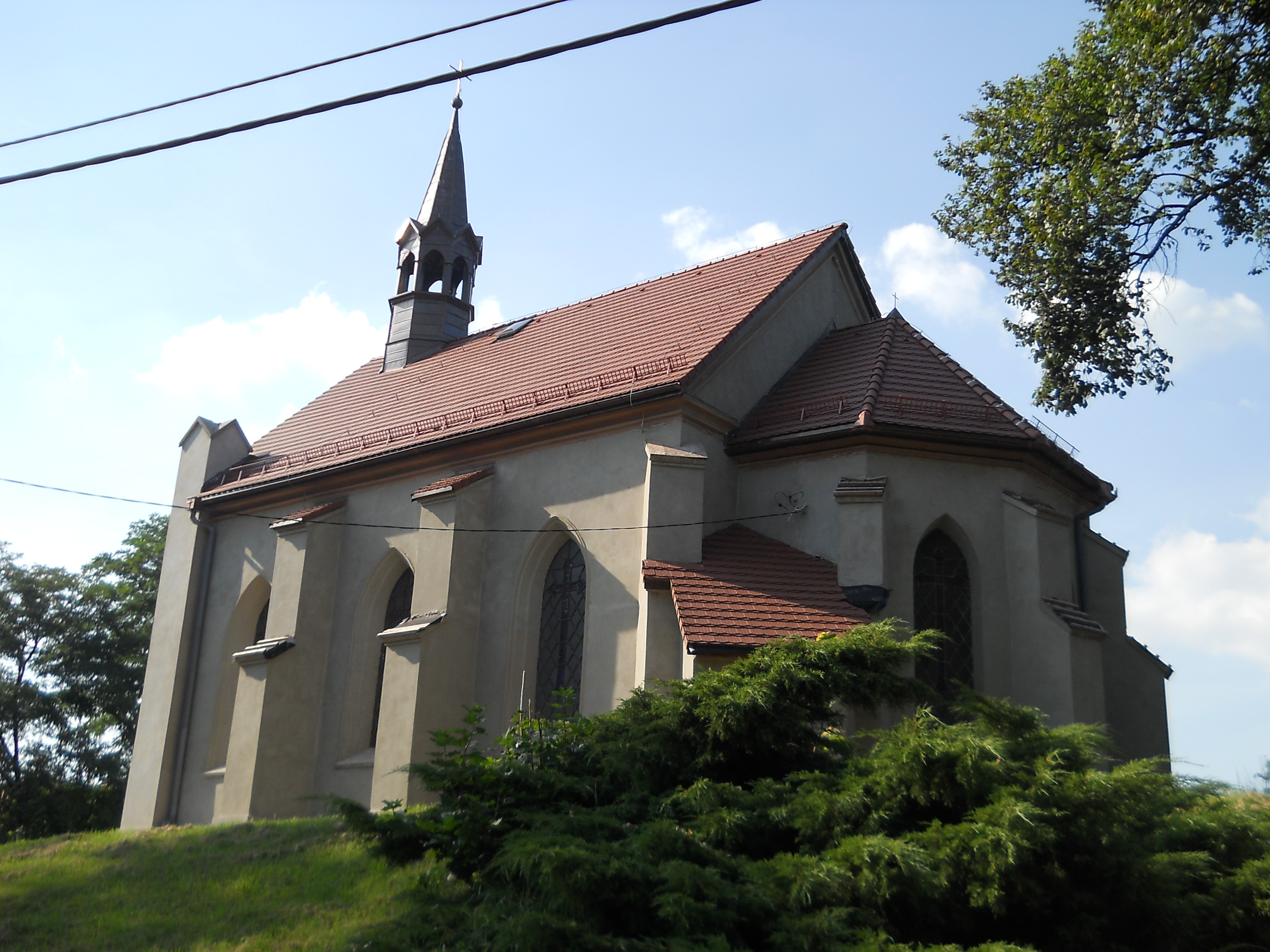
Außenansicht

Die Stanislauskirche in Pyskowice (Peiskretscham) ist eine römisch-katholische Friedhofskirche aus dem 19. Jahrhundert. Sie befindet sich an der ul. Armii Krajowej 15 (der früheren Tosterstraße) und ist eine Filialkirche der Nikolausgemeinde.

## Geschichte
Die heutige Kirche wurde von 1865 bis 1869 an der Stelle eines hölzernen Vorgängerbaus aus dem Jahr 1679 errichtet. Der steinerne Neubau wurde im neogotischen Stil gestaltet, ist einschiffig und hat auf dem Satteldach einen Dachreiter.
Die Stanislauskirche ist seit dem 18. Februar 2011 als Baudenkmal eingetragen.